# Золотарёва, Серафима Сергеевна
Серафи́ма Серге́евна Золотарёва (род. 5 марта 1962, Москва) — советская и российская актриса театра и кино, телеведущая. Заслуженная артистка России (2007).

## Биография
Серафима Золотарёва родилась 5 марта 1962 года в Москве, в цыганской семье артистов. Отец — актёр театра «Ромэн» Сергей Сергеевич Золотарёв (1920—20.12.1980), заслуженный артист РСФСР. Мать — Ирина Михайловна Некрасова (Золотарёва) (род. 1938), советская и российская актриса театра и кино, народная артистка России.
В 1982 году окончила Музыкальное училище имени Гнесиных.
С 2000 года ведущая артистка московского цыганского театра «Ромэн». Исполняет главные роли в спектаклях Николая Сличенко, Павла Боброва, Николая Сергиенко. Обозреватель газеты «Культура» Марина Мосина пишет:

…Мирандолина — эмоциональная, по-итальянски живая и жизнерадостная, по-цыгански проницательная. Можно только любоваться, с каким артистизмом она очаровывает мужчин, сочетая почти детскую непосредственность с вполне взрослым умением видеть их насквозь. Исполняет эту роль ведущая актриса театра Серафима Золотарева, обладающая выразительной мимикой. Внешне она чем-то напоминает легендарную Лялю Чёрную. И, пожалуй, Мирандолина — одна из самых удачных её ролей.
— Марина Мосина, Культура, № 46, 2006
В кино Серафима Золотарёва снимается с 1987 года. Наиболее известна по главной роли в телесериале «Гадалка» на ТВ-3 (2013—2021).

## Театральные работы
- Грушенька — в спектакле «Грушенька» Н. А. Сличенко
- Цыганка Аза — в спектакле «Цыганка Аза» П. А. Боброва
- Мирандалина — в спектакле «Трактирщица» Н. Н. Сергиенко
- Тери — в спектакле «Ослепленные» П. А. Боброва
- Драго — в спектакле «Клятва» Н. Н. Сергиенко[3]
- Мать — в спектакле «Цыганская невеста» Н. А. Сличенко и Н. Г. Лекарева[4]

## Фильмография
- 2013 — Особенности национальной маршрутки — цыганка
- 2009 — Нежные встречи — цыганка
- 2003 — Ищу невесту без приданого — цыганка
- 1989 — Чардаш Монти
- 1987 — Цыганка Аза — Феся

## Книги
- «Огненная магия» (2017 год) [5].

## Звания и награды
- Заслуженная артистка России (2007 год)
- Фестиваль национальных театров первая премия за главную роль Грушенька в постановке Н.А.Сличенко «Грушенька»[источник не указан 1143 дня]
- Фестиваль национальных театров первая премия за главную роль Мирандалины в постановке Н.Н.Сергиенко в постановке «Трактирщица»[источник не указан 1143 дня]
- Каннский Львёнок. Награда за актёрскую работу в рекламном ролике «Репортёр»[источник не указан 1143 дня]